# Associazione Calcio Vigevano 1952-1953
Questa voce raccoglie le informazioni riguardanti l'Associazione Calcio Vigevano nelle competizioni ufficiali della stagione 1952-1953.

## Rosa
| N. |                   | Ruolo | Calciatore        |
| -- | ----------------- | ----- | ----------------- |
|    | Italia (bandiera) | C     | Ermanno Alloni    |
|    | Italia (bandiera) | A     | Baldi             |
|    | Italia (bandiera) | A     | Giorgio Barsanti  |
|    | Italia (bandiera) | C     | Bigot             |
|    | Italia (bandiera) | C     | Bonci             |
|    | Italia (bandiera) | C     | Cesare Campagnoli |
|    | Italia (bandiera) | P     | Guido Campioli    |
|    | Italia (bandiera) | D     | Natale Corneo     |
|    | Italia (bandiera) | A     | Cuda              |
|    | Italia (bandiera) | A     | Bruno Del Negro   |
|    | Italia (bandiera) | C     | Flapp             |

| N. |                   | Ruolo | Calciatore        |
| -- | ----------------- | ----- | ----------------- |
|    | Italia (bandiera) | P     | Giancarlo Gallesi |
|    | Italia (bandiera) | A     | Sergio Gaslini    |
|    | Italia (bandiera) | C     | Antonio Grion     |
|    | Italia (bandiera) | C     | Renato Lucchi     |
|    | Italia (bandiera) | D     | Michele Massazza  |
|    | Italia (bandiera) | A     | Migliardi         |
|    | Italia (bandiera) | C     | Sergio Perin      |
|    | Italia (bandiera) | A     | Adriano Rossi     |
|    | Italia (bandiera) | D     | Giosuè Stucchi    |
|    | Italia (bandiera) | C     | Angelo Trentin    |
|    | Italia (bandiera) | A     | Luigi Zambaiti    |